# Abóbada de combados
| |  |                                                           |
| Abóbada de combados da nave da Igreja de Vilar de Frades, com liernes e terciarões (nervuras curvas entre chaves) |  | Abóbada de combados da capela-mor da Sé de Braga, c. 1509 |

A abóbada de combados consiste num tipo específico de abobadamento, de perfil muito rebaixado e cujos nervos secundários se dispõem como grandes pétalas numa flor. Até 1520 são raros os exemplos desta técnica na Península Ibérica.
Os autores dividem-se quanto à data de introdução da abóbada de combados em Portugal. Pedro Dias defende que o mais antigo exemplar é o da cabeceira da Sé de Braga, de 1509, da autoria de João de Castilho. Contudo, há autores que datam a abóbada da cabeceira da Igreja de Jesus de Setúbal na última década do século XV, atribuindo-a a Diogo Boitaca que aí teria trabalhado nessa altura